# Rinnai
Tập đoàn Rinnai là tập đoàn có trụ sở chính ở Nagoya, Nhật Bản, sản xuất các thiết bị dùng gas, bao gồm máy nóng lạnh không cần bình chứa sử dụng năng lượng triệt để, thiết bị đun nóng trong gia đình, và bình đun nước.
Ra đời vào năm 1920, Rinnai có 20 chi nhánh, sáu nhà máy sản xuất trong nước và 86 văn phòng kinh doanh trên toàn thế giới bao gồm Úc, Brazil, Hồng Kông, Indonesia, Ý, Malaysia, New Zealand, Trung Quốc, Singapore, Hàn Quốc, Đài Loan, Thái Lan, Anh, Việt Nam và Mỹ.
Tập đoàn sản xuất sản phẩm riêng về máy nóng lạnh không cần bình, đồng thời còn phân phối sản phẩm của các hãng sản xuất khác, ví dụ như Bradford White và A. O. Smith.

## Công ty Rinnai Việt Nam
Công ty TNHH Rinnai Việt Nam là một trong những chi nhánh của Tập đoàn Rinnai. Công ty Rinnai Việt Nam có nhà máy và văn phòng chính đặt tại Khu công nghiệp Đồng An – thị xã Thuận An, tỉnh Bình Dương. Chủ tịch hội đồng quản trị Công ty Rinnai Việt Nam là ông Susumu Naito. Công ty TNHH Rinnai Việt Nam sản xuất các sản phẩm bếp gas, máy hút khói, bếp tủ, máy sấy chén, nồi cơm gas... với hai nhà máy sản xuất.
Trong 6 năm liên tiếp, thương hiệu Rinnai được người tiêu dùng bình chọn là hàng Việt Nam chất lượng cao do báo Sài Gòn Tiếp Thị tổ chức.

## Liên kết với liên minh năng lượng
Các sản phẩm máy nóng lạnh không cần bình chứa, dùng gas của Rinnai đạt tiêu chuẩn chất lượng Energy Star cho các dự án phát triển cộng đồng.  Rinnai đồng thời cũng là một thành viên của tổ chức Liên minh tiết kiệm năng lượng (ASE),  một tổ chức phi lợi nhuận thúc đẩy việc sử dụng năng lượng hiệu quả qua các chương trình nghiên cứu, giáo dục và bào chữa.

## HGTV
Rinnai tài trợ cho chương trình HGTV và cung cấp thông tin về các thiết bị dùng gas cho dự án Dream Home và Green Home của kênh truyền hình cáp quang đó.